# Nokia
För staden Nokia, se Nokia stad.
Nokia Abp är ett finskt företag och en stor tillverkare av telekommunikationsutrustning, främst nätverk efter att mobiltelefon-divisionen såldes till Microsoft. År 2002 var företagets andel av Finlands bruttonationalprodukt 3,7 procent och 21 procent av den totala exporten. Från att ha varit ett konglomerat med stor tillverkning av gummistövlar och bildäck samt processkontrollutrustning för pappersindustri är företaget numera framför allt inriktat på telekommunikation. Nokias slogan, som myntats av Ove Strandberg, är ”Connecting People”. Mottot återfinns ofta tillsammans med företagets logotyp.
Under 1980- och 1990-talen var Nokia en viktig aktör vid utvecklande av mobiltelefonin, först i skapandet av det nordiska NMT-nätet, sedan det digitala GSM. Under 1990-talet såldes övriga delar av företaget och Nokia koncentrerade sig på mobiltelefon, där man nådde enorma framgångar som ett av de tre ledande företagen i branschen.
Efter en kris, med förseningar inom utvecklingen och förlorade marknadsandelar, började Nokia 2011 med Microsoft. Nokias smarttelefoner kombineras med Microsofts system Windows Phone. I september 2013 meddelades att Microsoft avsåg köpa loss mobildivisionen från Nokia för 5,44 miljarder euro. I mitten av november 2013 röstade Nokias aktieägare ja till försäljningen, vilket innebär att Nokia i princip huvudsakligen har kvar sin nätverksdivision, jämförbar med svenska konkurrenten Ericsson. Divisionen för kartor och navigering, Here, sålde Nokia 2015 till ett konsortium av tre tyska biltillverkare (Audi, BMW och Daimler) för över 2 miljarder euro. 2015 avsåg Nokia att köpa upp det franska nätverksföretaget Alcatel-Lucent, vilket skulle göra att Nokia förbättrade sin position bland världens största nätverksförsäljare. I början av 2016 hade tillräckligt stor andel av Alcatel-Lucents aktieägare accepterat Nokias bud för att kunna slå samman bägge bolagens verksamheter.
2016 meddelade Nokia att de börjar tillverka smarttelefoner och surfplattor igen. Den här gången gör Nokia det tillsammans med nyetablerade finska tillverkaren HMD Global. Nokia har meddelat att de kommer att använda Android som operativsystem.

## Historik

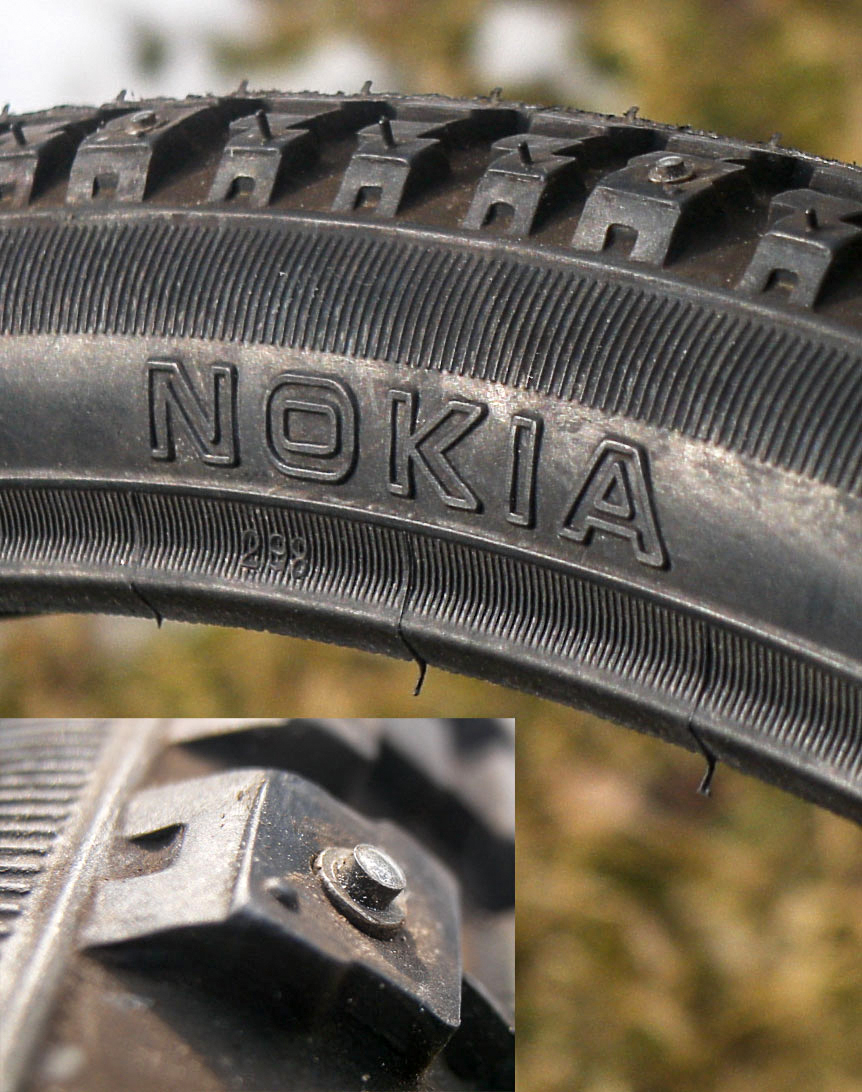
Gummi var under lång tid företagets viktigaste del innan telekom helt tog över.

År 1865 grundades Nokia som en mekanisk massafabrik i Tammerfors av entreprenören Fredrik Idestam. År 1868 grundade Idestam ett träsliperi i Nokia och 1871 bildades Nokia AB med koncentration av verksamheten i en ny och större anläggning i Nokia, kallad Nokia Pappersbruk. Pappersbrukets namn kommer från floden Nokianvirta, vars namn är oklart, möjligen syftar det på sobel eller på bäver. Pappersbruket var en pionjär i Finlands industrialisering och fick framgångar på den stora ryska hemmamarknaden. Idestam köpte även upp Nokia gård, som företaget än i dag använder som konferensgård.
År 1898 bildades Finska Gummi Ab och 1912 Finska kabel Ab, vilken senare flyttade till Nokia och där tillsammans med pappersbruket blev dominerade industrier. Finska Gummi (idag Nokian) tillverkade bil- och cykeldäck samt stövlar och galoscher. År 1937 diskuterades för första gången en sammanslagning av de olika företagen, men en sådan skedde först 30 år senare.
Efter andra världskriget deltog de båda företagen i Nokia i betalningen av Finlands krigsskadestånd till Sovjetunionen 1945–1952. Efter 1952 fortsatte företagen med export till Sovjetunionen inom ramen för de normala handelsavtal som träffades mellan länderna.

### Elektronikdivisionen
Finska Kabelfabriken Ab byggde från år 1960 upp en elektronikdivision, vilken utvecklades till dagens Nokia. Den var till en början en liten del av företaget och stod i skuggan av kabeltillverkningen. Elektronikavdelningen, inom vilken bland andra Martti Tienari och Seppo Mustonen arbetade, importerade till en början datorer. Efterhand utvecklades verksamheten inom datakommunikation. Telefoncentraler började säljas till Sovjetunionen, som var den helt dominerande marknaden. Under 1970-talet tog elektronikdelen fram radiotelefoner, vilket startade utvecklingen mot dagens världskoncern. En viktig exportmarknad var precis som tidigare Sovjetunionen.

### Sammanslagningen av Nokia
År 1967 slogs Finska kabel, Finska gummi och Nokia Pappersbruk samman till ett företag, vars första chef var Björn Westerlund. Denne efterträddes 1977 av Kari Kairamo som ledde Nokia under 1980-talets expansionsår, med bland annat omfattande uppköp av europeiska tv-tillverkare, som svenska Luxor och finska Salora 1984. Hans självmord 1988 markerade slutet för en moderniseringsepok, som var starkt präglad av Kairamo personligen.
År 1979 inleddes ett samarbete med Salora för tillverkningen av så kallade radiotelefoner i det gemensamma bolaget Mobira. Nokia fick allt större framgångar på den framväxande mobiltelefonmarknaden med modeller som Talkman och Cityman under 1980-talet. Nokia deltog i skapandet av det nordiska mobilnätet NMT och kom ut på världsmarknaden med sina telefonväxlar. Nokias genombrott på telefonväxelmarknaden kom 1979 då man lanserade Nokia DX200. Nokia skapade 1979 Mobira tillsammans med Salora, som de 1984 slogs samman med. Televa och Nokia bildade 1981 Telenokia, som i sin tur tog namnet Nokia-Mobira som förenklades till Nokia. Koncernchefen Kairamo var drivande i företagets internationalisering.
I början av 1990-talet fick man stora problem och läget såg kritiskt ut för denna, en av Finlands stora industrikoncerner. Sovjetunionens sönderfall tog bort en av företagets största exportmarknader (även om flera andra finska företag drabbades mer) och man hade stora förluster inom TV-tillverkningen. En av intressenterna var Ericsson, som i slutändan avböjde ett köp då Ericsson inte ville köpa Nokias förlustbringande TV-verksamhet. År 1991 kom en milstolpe då Nokia lanserade GSM genom att i Helsingfors ringa det första GSM-samtalet någonsin.

### Mobiltelefonframgångar

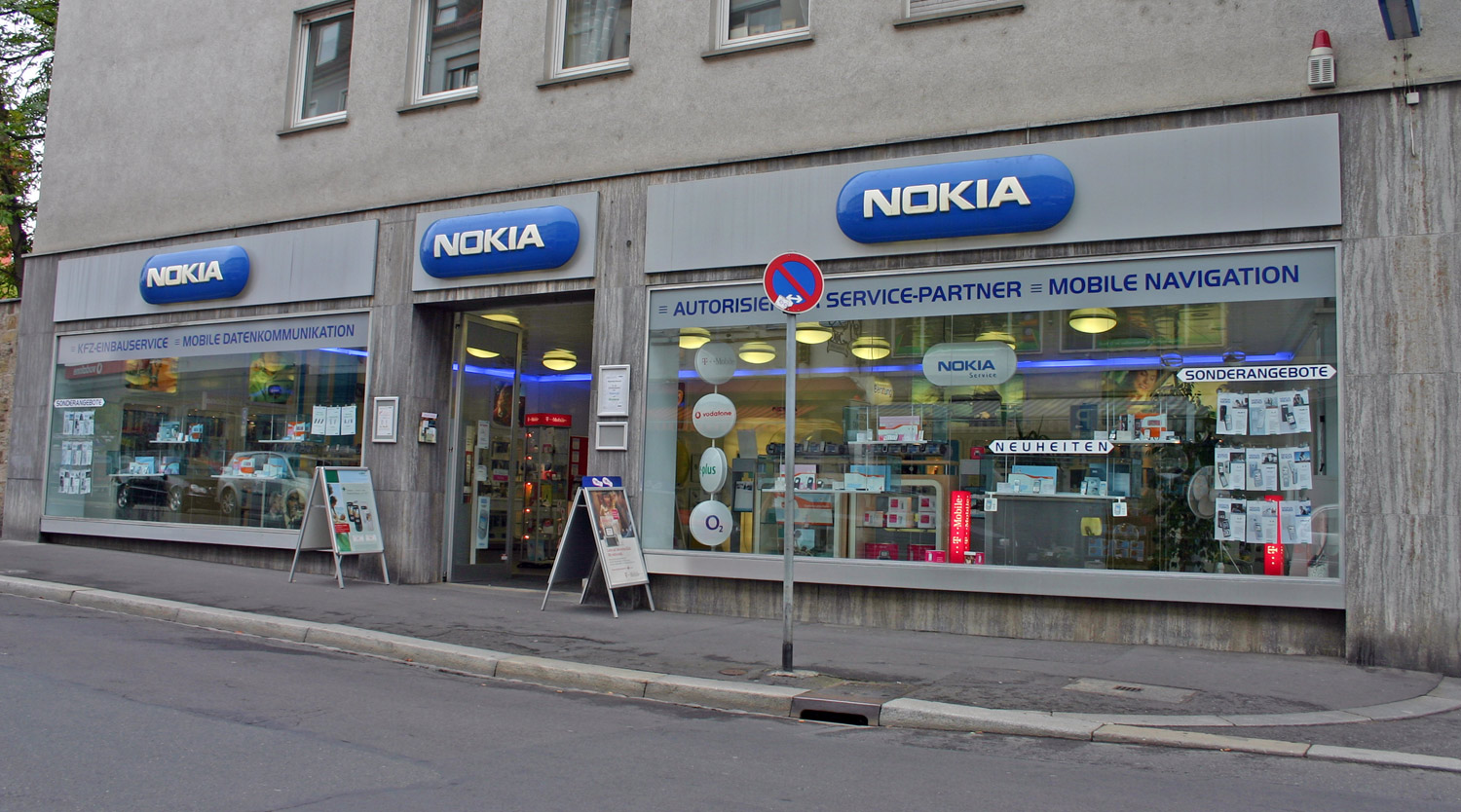
Nokia-butik.

1992 tog Jorma Ollila över som koncernchef och vände förluster till vinster under perioden 1993–1994. 1995 började mobiltelefoniexpansionen där Nokia var ett av tre världsledande företag. Under 1990-talet sålde man ut de delar som en gång i tiden slagits samman och bildat det moderna Nokia: gummidivisionen såldes och blev Nokian, likaså såldes Nokia Data samt TV-tillverkningen. År 1999 lanserade Nokia WAP-tekniken.
Nokias framgångar låg bland annat i förmågan att hela tiden utveckla nya telefonapparater och att man snabbt såg vad marknaden efterfrågade och tog fram telefoner som passade för privat konsumtion. Nokia var till exempel tidiga med funktioner som spel och kalender i sina telefonapparater. 2006 bildade Nokia och Siemens ett gemensamt bolag för sina nätverksdivisioner, Nokia Siemens Networks. 2009 placerade sig Nokia som plats fem på Interbrands lista över världens bästa varumärken. Placeringen innebar även titeln som det bästa icke-amerikanska varumärket på listan, där dess värde uppskattades till nästan 35 miljarder dollar.

### Krisen i Nokia
Apples stora framgång med Iphone under 2010 tvingade till sist Nokia att välja en ny väg. Detta resulterade slutligen i att Nokia den 10 september 2010 presenterade en ny verkställande direktör; Olli-Pekka Kallasvuo, som redan 20 september 2010 ersattes av kanadensaren Stephen Elop, som kom från Microsoft. I juni 2012 meddelade Nokias styrelse att man på grund av vikande försäljningssiffror och minskad vinst tvingades säga upp ca 10 000 anställda över hela världen.
Den 3 september 2013 meddelade Nokia och Microsoft att Microsoft köper Nokias mobildivision för sammanlagt 5,44 miljarder euro under förutsättning att myndigheter och Nokias aktieägare godkände affären . Samtidigt lämnade Stephen Elop VD-posten omedelbart för att återgå till Microsoft och Nokias styrelseordförande Risto Siilasmaa tog över som tillförordnad VD. Vid en extra bolagsstämma den 19 november 2013 accepterade "drygt 99 procent" av bolagets ägare Microsofts uppköpsbud av Nokias mobildivision .
Den 4 december 2013 godkände EU Microsofts köp av Nokias mobildivision . Försäljningen av Nokias mobildivision drog ut på tiden. Den 21 april 2014 gick Nokia ut med information om att man räknade med att försäljningen skulle komma att slutföras 25 april 2014, vilket också skedde. I samband med Nokias samtidigt utgivna kvartalsrapport meddelades att priset på mobildivision blev det ursprungliga priset 5,44 miljarder euro och dessutom cirka 170 miljoner euro extra, vilket gav ett slutligt pris på cirka 5,61 miljarder euro. Dessutom meddelades att Rajeev Suri tillträdde som ny VD från och med 1 maj 2014.

### Nokia efter samarbetet med Microsoft
Efter det drygt tre år långa samarbetet med Microsoft, som inleddes tidigt 2011 och avslutades i april 2014, bestod Nokia av nätverksbolaget Nokia Networks, kartbolaget Here samt Nokia Advanced Technologies. Men det skulle inte dröja länge förrän Nokia åter igen lanserade en ny mobil enhet. Ett villkor för Nokias försäljning av mobiltelefonverksamheten till Microsoft var att Nokia fram till utgången av 2015 inte tilläts lansera smartphones samt inte lansera "enkla telefoner" under betydligt längre tid, men man lämnade dörren öppen för att kunna lansera surfplattor. I slutet av år 2014 presenterade Nokia en Android-baserad surfplatta vid namn Nokia N1 , tillverkad och distribuerad i ett partnerskap. Den började säljas i början av år 2015 i bland annat Kina.
Knappt ett år efter att mobiltelefondivisionen var såld presenterade Nokia och nätverkskonkurrenten Alcatel-Lucent den 15 april 2015 planer på ett samgående. Upplägget var att Nokia köper upp Alcatel-Lucent med Nokia-aktier till ett värde av cirka 15 miljarder euro. Affären måste godkännas av aktieägarna och uppköpet är planerat att slutföras under år 2016 . Samtidigt som Nokia och Alcatel-Lucent presenterade planerna för ett samgående meddelade Nokia att kartbolaget Here eventuellt kan komma att säljas. Detta skedde också 2015 till ett konsortium av de tre tyska biltillverkarna (Audi, BMW och Daimler) till ett pris på över 2 miljarder euro.
Drygt 2 år efter att Nokias försäljning av mobilverksamheten till Microsoft blev slutförd, meddelades det den 18 maj 2016 att Microsoft säljer de enkla mobilerna (icke-smartphones med varumärket Nokia) till det finska bolaget FIH Mobile (ägt av Hon Hai Precision Industries, Foxconn) och HMD för 350 miljoner dollar. Nokia säljer sin varumärkesrätt vad gäller telefoner, smarttelefoner och surfplattor till det nystartade finska bolaget HMD för kommande 10 åren, tillsammans med rätt att använda Nokias patent på området. Uppgörelsen innebär att Nokias dotterbolag Nokia Technologies kommer att erhålla royalty-pengar från HMD. Ett samarbete etableras också med FIH mobile.

## Företagsledning

### Styrelseordförande

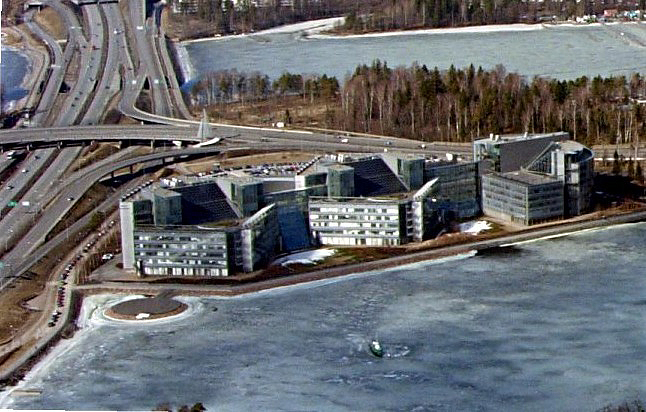
Nokias före detta huvudkontor, byggt 1995–1997 efter ritningar av Pekka Helin.

| 1989–1999 | Casimir Ehrnrooth |
| 1999–2012 | Jorma Ollila      |
| 2012–2020 | Risto Siilasmaa   |
| 2020–     | Sari Baldauf      |

### Koncernchefer
Koncernchefer efter sammanslagningen 1967.
| 1967–1977 | Björn Westerlund                   |
| 1977–1988 | Kari Kairamo                       |
| 1988–1992 | Simo Vuorilehto                    |
| 1992–2006 | Jorma Ollila                       |
| 2006–2010 | Olli-Pekka Kallasvuo               |
| 2010–2013 | Stephen Elop                       |
| 2013–2014 | Risto Siilasmaa (tillförordnad VD) |
| 2014–2020 | Rajeev Suri                        |
| 2020–2025 | Pekka Lundmark                     |
| 2025–     | Justin Hotard                      |

## Nyare mobiltelefonmodeller

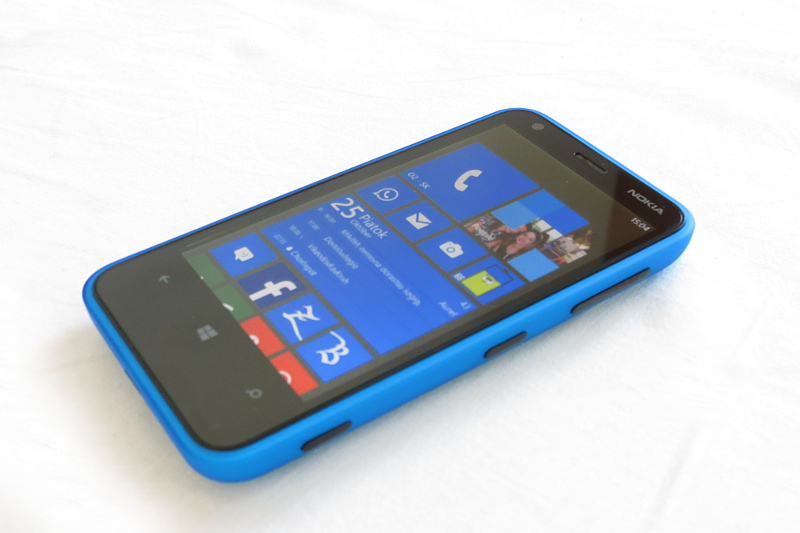
Lumia 620

Sommaren 2012 hade Nokia gjort fyra Windows Phone; Lumia 610, 710, 800 och 900. De billigare modellerna Lumia 710 och 610 är avsedda för mindre avancerad användning. De dyrare och mer avancerade Nokia Lumia 800 och 900 är snabbare, har mer avancerad hårdvara, AMOLED-skärm och bättre kamera. 2012 kom Nokia 808 PureView som är en Symbian-mobil med 41-megapixelkamera. I september 2012 presenterade Nokia sitt nya flaggskepp Lumia 920, som var den första med Windows Phone 8.0 i Nokias tillverkning. På Mobile World Congress 2013 presenterade Nokia två nya Lumia modeller i Windows Phone 8.0, Lumia 520 och 720, billigare än de tidigare Lumiamodellerna. De presenterade också två Symbianmodeller. Nokia 105 är den billigare som bara kostar 15 €. I maj 2013 visade Nokia upp två nya mobiler, Lumia 928 och Lumia 925 och i juli 2013 presenterade de Lumia 1020, som har en 41-megapixelkamera precis som i Nokia 808 PureView.
Den 22 oktober 2013 var en ny milstolpe inom Nokias produktutbud av två anledningar. Efter att tidigare ha erbjudit mobiltelefoner med skärmstorleken 4,7 tum som störst (Lumia 625), så presenterades två modeller med 6,0-tumsskärmar: Lumia 1320 och Lumia 1520. Dessutom presenterades den första surfplattan från Nokia, även den med Lumia-varumärket: Lumia 2520, som har en skärm på 10,1 tum.
Nokias mobiltelefonverksamhet såldes till Microsoft 2014.
Vid en presskonferens i slutet av 2014 meddelade Nokia att de fortsätter tillverka elektronikprodukter och presenterade samtidigt sin första Android surfplatta vid namn Nokia N1.
2017 lanserade Nokia sin första nya telefon: Nokia 6. Den kommer att säljs i Kina.
Under en presskonferens 2017 presenterade Nokia 3 nya smart mobiler. Nokia 3, Nokia 4 och Nokia 6. Nokia 3 och 4 var helt nya modeller som ska säljas i hela världen. Nokia 6 presenterade Nokia igen för försäljning i hela världen plus en ny färg till modellen. Dessutom presenterade Nokia en ny version av 3310. Allt detta gjorde de tillsammans med HMD Global.

## Nokias försäljning av mobiltelefoner
Nokias globala försäljning av mobiltelefoner (i miljoner enheter), enligt Nokias egna rapporter till och med 2013  och enligt Microsofts rapporter från och med andra kalenderkvartalet 2014, samt från och med år 2017 enligt HMD Global:
*Bara smarttelefon försäljningen, här är inte icke smarta telefoner inräknade.
| Period | Kvartal 1 (jan–mar) | Kvartal 2 (apr–jun) | Kvartal 3 (jul–sep) | Kvartal 4 (okt–dec) | Helår   |
| ------ | ------------------- | ------------------- | ------------------- | ------------------- | ------- |
| 1997   |                     |                     |                     |                     | 21,3    |
| 1998   |                     |                     |                     |                     | 40,8    |
| 1999   |                     |                     |                     |                     | 78,5    |
| 2000   |                     |                     |                     |                     | 128,4   |
| 2001   |                     |                     |                     |                     | ca 140  |
| 2002   | ca 33               | ca 36               | ca 37               | ca 46               | ca 152  |
| 2003   | ca 38               | ca 41               | 45,5                | 55,3                | 179,3   |
| 2004   | 44,8                | 45,4                | 51,4                | 66,1                | 207,7   |
| 2005   | 53,8                | 60,8                | 66,6                | 83,7                | 265     |
| 2006   | 75,1                | 78,4                | 88,5                | 105,5               | 347,5   |
| 2007   | 91,1                | 100,8               | 111,7               | 133,5               | 437,1   |
| 2008   | 115,5               | 122,0               | 117,8               | 113,1               | 468,4   |
| 2009   | 93,2                | 103,2               | 108,5               | 126,9               | 431,8   |
| 2010   | 107,8               | 111,1               | 110,4               | 123,7               | 452,9   |
| 2011   | 108,5               | 88,5                | 106,6               | 113,5               | 417,1   |
| 2012   | 82,7                | 83,7                | 82,9                | 86,3                | 335,6   |
| 2013   | 61,9                | 61,1                | 64,6                | 63,4 *              | 251,0 * |
| 2014   | 47,0 **             | >36,1 ***           | 52,2                | 50,2                | >185,5  |
| 2015   | 33,3                | 27,9                | 31,3                | 27,0                | 119,5   |
| 2016   | ?                   | ?                   | ?                   | ?                   | ?       |
| 2017   | 0,1*                | 1,4*                | 16,3                | 25,1                | ca. 70  |
| 2018   | 23,2                | 20                  | 20,4                | 18,9                | 83,2    |
| 2019   | 3,1*                | 4,8*                |                     |                     |         |

Noteringar till tabellen ovan:
- * ingen officiell siffra finns, men analysbolaget IDC uppger denna volym. Senaste officiella volymen var för kvartalet 2013-Q3.
- ** ingen officiell siffra finns, men Nokia meddelade att volymen är lägre än både föregående kvartal (63,4 miljoner enligt IDC) samt motsvarande kvartal året innan (61,9 miljoner). Analysfirman Strategy Analytics uppger Nokias volym till 47,0 miljoner enheter [29].
- Den 25 april 2014 slutfördes försäljningen av Nokia Devices & Sevices till Microsoft.
- *** Sedan andra kvartalet 2014 sker rapporteringen av Nokias volymer via Microsofts kvartalsrapporter. För 2014 Q2 gäller perioden 25 april – 30 juni som Microsoft rapporterade för. Microsofts senare rapporter gav svaret på Nokias Lumia-volym för 1–24 april 2014 som var 1,7 miljoner enheter. Volymen för Nokia icke-Lumia 1–24 april 2014 är okänd men antaget samma dagliga volym som Microsoft rapporterade för 25 april – 30 juni (som var 452 tusen enheter per dygn) så är det cirka/knappt 11,0 miljoner enheter. Totala volymen för 2014 Q2 blir därmed 36,1 + 1,7 + ca 11,0 = ca 48,8 miljoner enheter.